# Anteaeolidiella chromosoma
El Eólido de colores (Anteaeolidiella chromosoma), es un molusco gasterópodo de la familia Aeolidiidae. A ésta y a todas las especies de esta familia se le conocen comúnmente como nudibranquios aeólidos. Hasta hace algunos años, esta especie pertenecía al género Aeolidiella, pero recientemente fue transferida al género Anteaeolidiella.

## Clasificación y descripción
Esta especie de nudibranquio eólido presenta el cuerpo anaranjado opaco. Las ceratas están distribuidas a lo largo del cuerpo, sin estar presentes en la parte media. Los ceratas tienen una serie de manchas pequeñas o lunares blanco opaco. Alcanza hasta los 25 mm de longitud total. El nombre de la especie hace referencia a sus colores.

## Distribución
Esta especie se distribuye desde Morro Bay, en California, en Estados Unidos, en Golfo de California, en México y hasta Costa Rica y Panamá.

## Ambiente
Se le encuentra en zonas arrecifales y costeras. Se alimenta de anémonas.

## Estado de conservación
Hasta el momento en México no se encuentra en ninguna categoría de protección, ni en la Lista Roja de la IUCN (International Union for Conservation of Nature) ni en CITES (Convención sobre el Comercio Internacional de Especies Amenazadas de Fauna y Flora Silvestres).